# 猎鹿帽

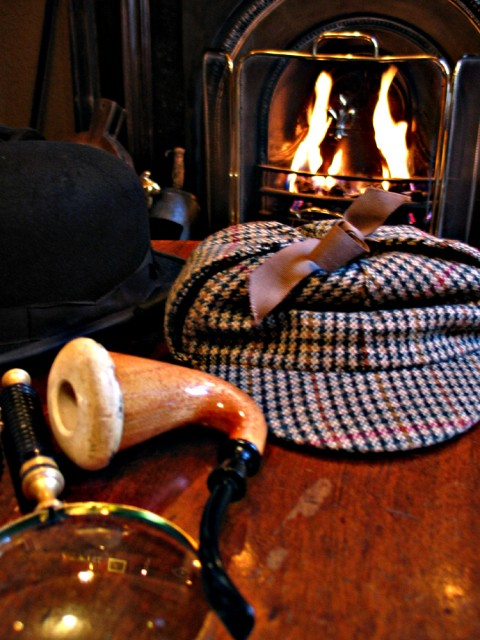
福尔摩斯的猎鹿帽（右边的）

猎鹿帽（英語：deerstalker），是一种前后有帽舌，并带有护耳的帽子。传统的猎鹿帽一般以英国花呢制成。顾名思义，它是打猎时的衣物。
猎鹿帽以其独特的形状而引人注意，但它的名声可能还是来自福尔摩斯的钟爱。作为这个最著名的侦探的标准装备，猎鹿帽的形象得以传遍世界。
猎鹿帽的款式现在早已过时，真正制作和使用它的人已经很少。但它是许多人青睐的收藏品。

## 福爾摩斯
猎鹿帽是虛構人物福爾摩斯的標誌之一。但亞瑟·柯南·道爾的原作中並未明確提及福爾摩斯戴猎鹿帽，福爾摩斯戴猎鹿帽的形象其實來自於畫家西德尼·佩吉特的插圖。
有部分福爾摩斯改編作品如2009年電影《福爾摩斯》捨棄了戴猎鹿帽的形象。